# 遠藤晶
遠藤 晶（えんどう あきら）は、日本の演出家・脚本家。

## 概要
2003年の日本劇作家協会新人戯曲賞において、『ごちそうさん』で最終選考まで残る。その後は井土紀州監督作品や木村文洋監督作品などで助監督や脚本を務めている。

## 主な作品
- ラザロ-LAZARUS-（2007年、井土紀州監督） - 脚本
- NIGHT☆KING（2009年、倉科遼原作、藤原健一監督） - 編集
- 愛のゆくえ（仮）（2012年、木村文洋監督） - 助監督
- 漂着物（2017年、井土紀州監督） - 助監督
- 息衝く（2018年、木村文洋監督） - 助監督